# 佐藤健 (俳優)
佐藤 健（さとう たける、1989年3月21日 - ）は、日本の俳優、YouTuber。埼玉県岩槻市（現・さいたま市岩槻区）出身。Co-LaVo所属。

## 来歴
幼少期に子役として、雑誌のモデルやCMやエキストラとして出演していた。しかし、親に子役事務所に連れてかれ、親の誤解が発端であったという。小学校高学年頃に子役を辞めた。
埼玉県立越谷北高等学校在学中の2005年に、初めて訪れた原宿でスカウトされ、アミューズに所属。2006年、テレビドラマ『プリンセス・プリンセスD』の準主役・河野亨役で俳優デビュー。
2007年1月、平成仮面ライダーシリーズ『仮面ライダー電王』の野上良太郎役で連続テレビドラマ初主演。同年3月に高校を卒業。8月公開の『劇場版 仮面ライダー電王 俺、誕生!』で映画初出演にして初主演を果たした。
2008年4月、土曜ドラマ『ROOKIES』では、問題児だらけの高校野球部にあって軟派だが冷静沈着なレフト・岡田優也役を演じ、同年10月に同ドラマ『ブラッディ・マンデイ』で、同じアミューズに所属する三浦春馬演じる天才ハッカー・藤丸とともにテロリスト集団に立ち向かう高校生・九条音弥役を演じた。
2010年1月、NHK大河ドラマ『龍馬伝』の岡田以蔵役で時代劇初挑戦。同年2月、三浦春馬との共同企画作品であるDVD『HT 〜N.Y.の中心で、鍋をつつく〜』を発売。本作品は初週売上が12,000枚となり、同年3月1日付のオリコンDVDランキングで総合5位を獲得、日本人男性俳優の「アイドル・イメージ作品部門」での歴代最高を記録した。これにより 2008年2月25日付の同部門で、単独作『My Color』（初週売上4,000枚）により獲得していた当時の最高記録13位を更新した。10月、土曜ドラマ『Q10（キュート）』の深井平太役でゴールデンタイムドラマ初主演。
2012年4月、初舞台 『ロミオ&ジュリエット』にロミオ役で主演。同年8月、主演映画『るろうに剣心』が公開。2014年に続編である『るろうに剣心 京都大火編』『るろうに剣心 伝説の最期編』が2部作連続公開された。

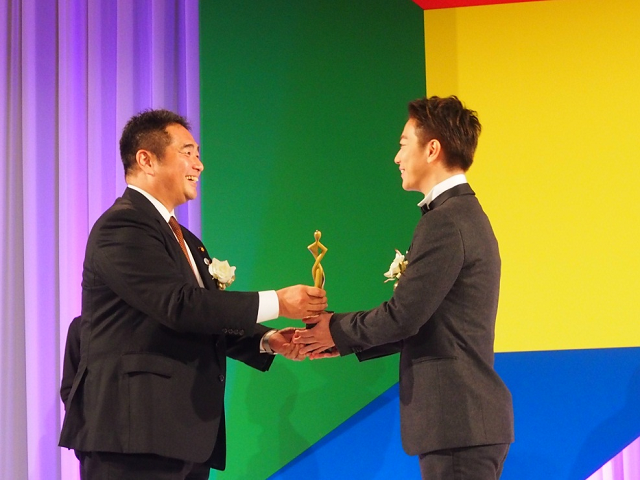
2015年、東京ドラマアウォード授賞式にて、主演男優賞を受賞

2015年4月、日曜劇場『天皇の料理番』に秋山篤蔵役で主演し、全ての調理シーンを代役なしで演じた。同年10月、東京ドラマアウォード主演男優賞を受賞。
2017年12月、『8年越しの花嫁 奇跡の実話』で主演し、同作品で第41回日本アカデミー賞優秀主演男優賞を受賞。
2018年4月、連続テレビ小説『半分、青い。』にて連続テレビ小説初出演。同年12月、『平成仮面ライダー20作記念 仮面ライダー平成ジェネレーションズ FOREVER』で10年振りに野上良太郎を演じた。
2020年3月18日、YouTube公式チャンネルを開設。3日後の3月21日に登録者数が100万人を突破した。
2021年3月末でアミューズから独立し、4月1日からアミューズが出資する新会社「Co-LaVo（コラボ）」に移籍した。同年4月、6月に『るろうに剣心 最終章 The Final』、『るろうに剣心 最終章 The Beginning』が2作連続公開され、2011年のクランクインから約10年に渡って主演を務めた実写版『るろうに剣心』シリーズが完結した。
2022年1月、2021年10月に公開された主演映画『護られなかった者たちへ』で第45回日本アカデミー賞優秀主演男優賞、第76回毎日映画コンクール男優主演賞を受賞した。
2024年12月24日に公式ファンクラブがグランドオープン。2025年2月11日にはInstagramアカウントを開設した。

## 人物
- 趣味はボードゲームのオセロ[23][24]、謎解き[25]。オセロは「芸能界一強い自信がある」と自ら語り、2014年には日本テレビの企画で世界チャンピオンとも公開対局を行った[24]。
- 特技はブレイクダンス[26]。『仮面ライダー電王』では、この特技を活かしたダンスシーンを披露し、本作に登場する怪人・リュウタロスがダンス系のキャラクターになる切っ掛けを作った[27][28]。ダンスに夢中になりすぎて学校の授業は寝てばかりで恋もしなかったため、高校生活には悔いが残っていると映画『バクマン。』の高校生限定友情試写会で明かした[29]。
- 小学生から野球をやっており、中学時代は野球部に所属。ポジションはセンター・レフトだった[30]。少林寺拳法では黒帯も取得している[31][32]。
- 実家で「こちろー」と「ぷちろー」という2匹の猫を飼っており[33]、旧オフィシャルブログ『佐藤健 ブログ始めさせていただきます。弱くてごめんね。』[注釈 2]、『WITH』[注釈 3][34]や公式LINEアカウントで写真とともに紹介されている[35]（2022年5月30日のSUGARで、こちろーが他界したことが報告された）。
- 『ROOKIES』の岡田優也役でドレッドヘア[36]、『天皇の料理番』の秋山篤蔵役で坊主頭にする[37]など、与えられた役柄に挑むためには髪型などとともに自分のイメージを変えていくことも厭わない[38]。「何色にでもすぐになれる状態が理想」と自身を分析している[38]。
- 桜田通[39]、城田優[40]、三浦翔平[41]、神木隆之介、千鳥のノブ[42]、古市憲寿[43]らと親しく、プライベートでも交流がある。
- 高校時代に友人から勧められてONE OK ROCKの楽曲を聴き、ボーカルTakaの声に衝撃を受けたという。その後、自身と同じ事務所に所属していることを知り、個人的に交流を持つ機会を得た。以来、ふたりで食事に出掛けたり、Takaが作ったカレーに舌鼓を打つなど、親友と呼ぶほどの仲になったという[44][45][46]。自身が主演を務めた映画『るろうに剣心』ではONE OK ROCKが主題歌を担当した[45]。
- 好きなアーティストはMr.Children[47]、ONE OK ROCK。好きな女優は深津絵里[48]。
- 好きな食べ物はコハダ、Takaが作ったカレー[46]、すき家[注釈 4][49]、ペヤングの焼きそば[注釈 5][50]。
- 自身にとってのヒーローは『名探偵コナン』の江戸川コナンであると昔から答え続けており[51]、漫画をずっと愛読していることから2014年には原作者の青山剛昌と対談を行っている[52]。
- ポケモンカードゲームのプレイヤーである。2021年11月、同ゲームのCM撮影後に2016年ポケモンカードゲーム世界チャンピオンのイトウシンタロウと対戦。プライベートデッキでのバトルの末に勝利を収め、「ポケカ四天王」（非公認）と自称している[53]。
- 2023年、以前から症状に悩まされていた副鼻腔炎の手術をうけたことを明らかにした[54]。

## 受賞歴
2009年
- 第60回ザテレビジョンドラマアカデミー賞 助演男優賞『メイちゃんの執事』
- BLOG of the year 2009 男性タレント・俳優部門

2010年
- 第20回日本映画批評家大賞 新人男優賞（南俊子賞）『BECK』

2011年
- エランドール賞 新人賞

2013年
- ジャパンアクションアワード2013 ベストアクション男優部門 最優秀賞『るろうに剣心』

2015年
- ジャパンアクションアワード2015 ベストアクション男優賞『るろうに剣心 京都大火編 / 伝説の最期編』
- 第28回DVD＆ブルーレイでーた大賞 ベスト・タレント賞
- 第85回ザテレビジョンドラマアカデミー賞 主演男優賞『天皇の料理番』
- 東京ドラマアウォード2015 主演男優賞『天皇の料理番』

2016年
- 第24回橋田賞『天皇の料理番』
- 第42回放送文化基金賞・演技賞『天皇の料理番』

2018年
- 第41回日本アカデミー賞 優秀主演男優賞『8年越しの花嫁 奇跡の実話』
- ジャパンアクションアワード2018 ベストアクション最優秀男優賞『亜人』
- 第13回コンフィデンスアワード・ドラマ賞 助演男優賞『半分、青い。』『義母と娘のブルース』
- 第98回ザテレビジョンドラマアカデミー賞 助演男優賞『半分、青い。』

2020年
- 第104回ザテレビジョンドラマアカデミー賞 助演男優賞『恋はつづくよどこまでも』
- 東京ドラマアウォード2020 助演男優賞『恋はつづくよどこまでも』
- Yahoo!検索大賞2020 大賞・俳優部門賞

2022年
- 第45回日本アカデミー賞 優秀主演男優賞『護られなかった者たちへ』
- 第76回毎日映画コンクール 男優主演賞『護られなかった者たちへ』
- WEIBO Account Festival 2022 最優秀俳優賞

## 出演
役名の太字は主演作品。

### テレビドラマ
- プリンセス・プリンセスD（2006年6月28日 - 9月13日、テレビ朝日） - 河野亨 役
- 仮面ライダー電王（2007年1月28日 - 2008年1月20日、テレビ朝日） - 野上良太郎 役
- しにがみのバラッド。 第7・8・11話（2007年2月19日・26日・3月17日、テレビ東京） - 市原カンタロウ 役
- ROOKIES（2008年4月19日 - 7月26日、TBS） - 岡田優也 役
- ブラッディ・マンデイ（TBS） - 九条音弥 役
  - Season1（2008年10月11日 - 12月20日）
  - Season2（2010年1月23日 - 3月20日）
- メイちゃんの執事（2009年1月13日 - 3月17日、フジテレビ） - 柴田剣人 役
- MR.BRAIN 第4・5話（2009年6月13・20日、TBS） - 中川優 役
- MW-ムウ- 第0章 〜悪魔のゲーム〜（2009年6月30日、日本テレビ） - 森岡隆志 役[77]
- ほんとにあった怖い話（フジテレビ）
  - 10周年記念 京都パワースポットツアーSP「顔の道」（2009年8月25日） - 藤沢翔太郎 役
  - 20周年スペシャル「汲怨のまなざし」（2019年10月12日） - 宮崎孝史 役
- 大河ドラマ 龍馬伝（2010年1月3日 - 11月28日、NHK総合ほか） - 岡田以蔵 役
- Q10（キュート）（2010年10月16日 - 12月11日、日本テレビ） - 深井平太 役[13]
- 冬のサクラ（2011年1月16日 - 3月20日、TBS） - 稲葉肇 役
- 土曜プレミアム 最後の絆 沖縄・引き裂かれた兄弟 〜鉄血勤皇隊と日系アメリカ兵の真相〜（2011年8月13日、フジテレビ） - 東江康治 役[78]
- とんび（2013年1月13日 - 3月17日、TBS） - 市川旭 役[79]
- ビター・ブラッド〜最悪で最強の親子刑事〜（2014年4月15日 - 6月24日、フジテレビ） - 佐原夏輝 役[80]
- 天皇の料理番（2015年4月26日 - 7月12日、TBS） - 秋山篤蔵 役[81][82]
- 連続テレビ小説 半分、青い。（2018年4月2日 - 9月29日、NHK） - 萩尾律 役[83]
- 義母と娘のブルース（2018年7月10日 - 9月18日、TBS） - 麦田章 役[84]
  - 義母と娘のブルース 2020年謹賀新年スペシャル（2020年1月2日）[85]
  - 義母と娘のブルース 2022年謹賀新年スペシャル（2022年1月2日）[86]
  - 義母と娘のブルースFINAL 2024年謹賀新年スペシャル（2024年1月2日）[87]
- 恋はつづくよどこまでも（2020年1月14日 - 3月17日、TBS） - 天堂浬 役[88]
- 100万回 言えばよかった（2023年1月13日 - 3月17日、TBS） - 鳥野直木 役[89][90]

### ウェブドラマ
- 義母と娘の間のフェルマータ（2020年1月2日 - 4日、Paravi） - 麦田章 役[91]
- まだまだ恋はつづくよどこまでも 最終話（2020年3月17日、Paravi） - 天堂浬 役[92]
- First Love 初恋（2022年11月24日、Netflix） - 並木晴道 役（満島ひかりとW主演）[93][94]
- 私の夫と結婚して（2025年6月27日 - 、Amazon Prime Video）- 鈴木亘 役（小芝風花とW主演）[95]
- グラスハート（2025年7月31日 - 、Netflix） - 藤谷直季 役[96][97][98]

### 映画
- 仮面ライダーシリーズ（東映）
  - 劇場版 仮面ライダー電王 俺、誕生!（2007年8月4日公開） - 野上良太郎  役
  - 劇場版 仮面ライダー電王&キバ クライマックス刑事（2008年4月12日公開） - 野上良太郎 役
  - 劇場版 さらば仮面ライダー電王 ファイナル・カウントダウン（2008年10月4日公開） - 野上良太郎 役 ※特別出演
  - 平成仮面ライダー20作記念 仮面ライダー平成ジェネレーションズ FOREVER（2018年12月22日公開） - 野上良太郎 役[99]
- GOEMON（2009年5月1日公開、松竹 / ワーナー・ブラザース映画） - 霧隠才蔵（青年時代） 役
- ROOKIES -卒業-（2009年5月30日公開、東宝） - 岡田優也 役
- 劇場版TRICK 霊能力者バトルロイヤル（2010年5月8日公開、東宝） - 中森翔平 役
- BECK（2010年9月4日公開、松竹） - 田中幸雄（コユキ） 役
- るろうに剣心シリーズ（ワーナー・ブラザース映画） - 緋村剣心 役
  - るろうに剣心（2012年8月25日公開）
  - るろうに剣心 京都大火編（2014年8月1日公開）
  - るろうに剣心 伝説の最期編（2014年9月13日公開）
  - るろうに剣心 最終章 The Final（2021年4月23日公開）[100][101]
  - るろうに剣心 最終章 The Beginning（2021年6月4日公開）
- リアル〜完全なる首長竜の日〜（2013年6月1日公開、東宝） - 藤田浩市 役（綾瀬はるかとW主演）
- カノジョは嘘を愛しすぎてる（2013年12月14日公開、東宝） - 小笠原秋 役[102]
- トイレのピエタ（2015年6月6日公開、松竹） - 清掃員 役[103]
- バクマン。（2015年10月3日公開、東宝） - 真城最高 役（神木隆之介とW主演）
- 世界から猫が消えたなら（2016年5月14日公開、東宝） - 僕 / 悪魔 役[104]
- 何者（2016年10月15日公開、東宝） - 二宮拓人 役[105]
- 亜人（2017年9月30日公開、東宝） - 永井圭 役[106]
- 8年越しの花嫁 奇跡の実話（2017年12月16日公開、松竹） - 中原尚志 役[107]
- いぬやしき（2018年4月20日公開、東宝） - 獅子神皓 役[108]
- 億男（2018年10月19日公開、東宝） - 一男 役[109]
- ハード・コア（2018年11月23日公開、KADOKAWA） - 権藤左近 役[110]
- サムライマラソン（2019年2月22日公開、ギャガ） - 唐沢甚内 役[111]
- ひとよ（2019年11月8日公開、日活） - 稲村雄二 役[112]
- 一度死んでみた（2020年3月20日公開、松竹） - 高級クラブのボーイ 役[113]
- 護られなかった者たちへ（2021年10月1日公開、松竹） - 利根泰久 役[114]
- 四月になれば彼女は（2024年3月22日公開、東宝） - 藤代俊 役[115][116]
- はたらく細胞（2024年12月13日公開、ワーナー・ブラザース映画） - 白血球 役（永野芽郁とW主演）[117][118]

### テレビアニメ
- クレヨンしんちゃん 仮面ライダー電王+しん王（2007年8月3日、テレビ朝日） - 野上良太郎 役

### 劇場アニメ
- ドラゴンクエスト ユア・ストーリー（2019年8月2日公開、東宝） - リュカ 役[119]
- 竜とそばかすの姫（2021年7月16日公開、東宝） - 竜 / 恵 役[120]

### オリジナルビデオ
- 仮面ライダー電王 超バトルDVD 〜うたって、おどって、大とっくん!!〜（2007年） - 野上良太郎 役

### ドキュメンタリー・情報番組
- 裸にしたい男「佐藤健」（2012年3月31日、NHK BSプレミアム）[121]
- SWITCHインタビュー 達人達
  - 「木皿泉（脚本家）×佐藤健（俳優）」（2014年11月8日、NHK Eテレ）[122]
  - 「佐藤健×奈良美智」（2022年11月21日・28日、NHK Eテレ）[123][124]
- ザ・プレミアム シリーズ 知られざる古代文明（NHK BSプレミアム） - ナビゲーター[125][126]
  - 第1回「発見!ナスカ・大地に隠された未知なる地上絵」（2016年12月3日）
  - 第2回「発見!マヤ・密林に隠されたピラミッドと謎の石舞台」（2016年12月10日）
- NHKスペシャル「東京ミラクル」（NHK総合） - ナビゲーター
  - 第1回「美食の街 受け継がれる“築地の魂”」（2019年1月13日）[127]
  - 第2回「巨大鉄道網 秒刻みの闘い」（2019年6月29日）
  - 第3回「最強商品 アニメ」（2019年12月17日）[128]
  - 第4回「老舗ワンダーランド」（2020年1月1日）
- バタフライエフェクト あの日があるから今がある（2022年1月11日、NHK総合） - ナビゲーター[129]

### バラエティ番組
- 佐藤健&千鳥ノブよ!この謎を解いてみろ!（2021年1月11日・8月9日・2022年1月17日・8月8日・2023年5月17日・2024年11月6日、TBS）[42][130][131][132][133][134]

### ラジオドラマ
- BITS & BOBS TOKYO（2021年10月1日 - 10月29日、J-WAVE）[135]

### ラジオ番組
- オールナイトニッポンGOLD（ニッポン放送）
  - 佐藤健のオールナイトニッポンGOLD（ニッポン放送）
  - 佐藤健のオールナイトニッポンGOLD（2012年8月17日）
  - 佐藤健のオールナイトニッポンGOLD〜映画『カノ嘘』SP（2013年12月20日）[136]
  - 佐藤健のオールナイトニッポンGOLD〜映画『るろうに剣心』SP（2014年8月8日）[137]
  - 佐藤健のオールナイトニッポンGOLD〜映画『亜人』スペシャル（2017年9月29日）[138]
- ハローしあわせ。佐藤健・平手友梨奈のクリスマスラジオ presented by Häagen-Dazs（2021年12月17日、TOKYO FM）[139]

### 舞台
- ロミオ&ジュリエット（2012年5月2日 - 5月27日〈4月29日 - 5月1日はプレビュー公演〉、赤坂ACTシアター / 5月31日 - 6月10日、シアターBRAVA!） - ロミオ 役[140]

### CM
- 大塚製薬「オロナミンC 仮面ライダー電王篇」（2007年）
- バンダイ「仮面ライダー電王 DXデンオウベルト・DXデンガッシャー」（2007年）
- NIKE「ジャージ」（2007年 - 2008年）※スチール
- HUDSON「めざせ!!釣りマスター 世界にチャレンジ!篇」（2008年）
- Right-on（2008年 / 2009年）[注釈 6]
- ロッテ
  - 「ガーナチョコレート 母の日ガーナ篇」（2009年5月3日 - 10日）[注釈 7]
  - 「Fit's」（2009年 - ）[141][142][143]
  - 「カフカ」（2013年）[144]
  - 「爽」（2014年6月 - ）[145][37]
  - 「グリーンガム粒」（2014年）[注釈 8]
  - 「のど飴」（2014年）[147]
- ロッテアイス「Coolish」（2009年）[注釈 7]
- 伊藤園「W BLACK」 / 「MINERAL SPARKIES」（2009年）[注釈 7]
- コーセーコスメポート「コスマジック」（2010年）
- サントリー
  - 「ほろよい」（2010年 - 2015年、2018年12月 - ）[148]
  - サントリーグループ応援CM（2011年）[149]
  - 「サントリーウイスキー「知多」」（2015年11月 - ）[150]
- Sony Music Japan International Inc.「タイム・フライズ…1994-2009 / Oasis」（2010年）[注釈 9]
- 東日本電信電話（NTT東日本）「光ポータブル」（2010年 - 2013年）
- ゆうちょ銀行（2010年 - ）
  - 「日本全国、ゆうちょ家族。」（2010年 - ）[152]
  - 「ゆうちょ通り一丁目の人々」（2015年3月 - ）[153]
- エースコック「JANJANソース焼そば」（2010年 - ）[154]
- Panasonic
  - 「LUMIX GF2」（2010年 - ）[155]
  - 「LUMIX GF3」（2011年 - 2013年）
- 日本中央競馬会 (JRA) 「CLUB KEIBA」（2011年）[156]
- ニューバランスジャパン「PF-FLYERS」（2011年2月 - 3月）[157]
- ライオン「スマイルコンタクト」（2011年 - 2013年）
- 三菱自動車工業「eKカスタム」（2013年）
- 集英社文庫「ナツイチ・キャンペーン」16代目イメージキャラクター（2014年）[158]
- ローリングスジャパン イメージキャラクター（2014年・2015年）[159][160]
- 日清食品
  - 「カップヌードル」（2015年6月 - ）[161]
  - 「どん兵衛」（2015年10月 - ）[162]
- ストライプインターナショナル「earth music&ecology」（2016年3月 - ）[注釈 10][163]
- トヨタ自動車「TOYOTA GAZOO Racing」（2016年8月 - ）[164]
- ソフトバンク「白戸家」（2016年9月）[165]
- クラシエホームプロダクツ「ナイーブ」（2017年3月 - ）[166][167]
- ポケモン
  - Pokémon GO「佐藤健、はじめての交換篇」（2018年8月21日 - ）[168]
  - ポケモンカードゲーム
    - 「真剣勝負」篇 （2020年11月13日 - ）[169]
    - 「スタートデッキ100」（2021年12月1日 - ）[170]
- ジャンボ宝くじ「ドリームジャンボ宝くじ」（2019年4月 - ）[171]
- 味の素「ピュアセレクトマヨネーズ」（2019年4月 - ）[172]
- ハーゲンダッツジャパン
  - 「ミニカップ グリーンティー」『グリーンティーエクスペリエンス』篇（2019年7月 - ）[173]
  - 「バニラ」『とろけて1秒、バニラ香る』篇（2021年12月6日 - 12月19日）[174]
  - 「ハーゲンダッツクリスピーサンド」（2022年2月15日 - ）[175]
  - 「ふたり きもち」篇（2022年7月26日 - ）[176]共演：平手友梨奈
  - 「秘密は、密度。」篇（2024年3月12日 - ）[177]
  - 「ミルクを育てる」篇（2025年8月5日 - ）[178]共演：中西希亜良
- NTTドコモ「5G」（2020年2月 - ）
- 大林組 企業広告イメージキャラクター（2021年1月 - ）[179]
- マンダム「GATSBY」（ギャツビー）（2021年2月 - ）[180][181]
- インターネット専用宝くじ「クイックワン」（2022年4月 - ）[182]共演：神崎ゆう子ほか（レジ編）、レイザーラモンRG（あるある編）、山添寛（オーケストラ編）
- Waqoo「Cobody Slim+」（2022年4月 - ） - コミュニケーションディレクター[183]

### ミュージック・ビデオ
- Bahashishi
  - 「オアシス」（2007年）
  - 「約束」（2007年）[184]
  - 「キセキ」（2008年）
- Mayday「Do You Ever Shine?」（2014年）[185]
- HARUHI「ひずみ」（2016年）[186]
- Vaundy「僕にはどうしてわかるんだろう」（2025年）[187]

## ディスコグラフィ

### キャラクターソング
| 発売日         | 商品名                                                               | 歌                                                           | 楽曲                        | 備考                                          |
| -------------- | -------------------------------------------------------------------- | ------------------------------------------------------------ | --------------------------- | --------------------------------------------- |
| 2006年8月18日  | プリンセス・プリンセスD キャラクターソングシリーズ Vol.1「Treasure」 | 豊実琴（鎌苅健太）・四方谷裕史郎（藤田玲）・河野亨（佐藤健） | 「Treasure」                | テレビドラマ『プリンセス・プリンセスD』関連曲 |
| 2006年12月20日 | プリンセス・プリンセスD キャラクターソングシリーズ Vol.5「YES!」     | 河野亨（佐藤健）                                             | 「YES!」                    | テレビドラマ『プリンセス・プリンセスD』関連曲 |
| 2007年4月4日   | Double-Action                                                        | 野上良太郎（佐藤健）&モモタロス（関俊彦）                    | 「Double-Action」           | テレビドラマ『仮面ライダー電王』挿入歌        |
| 2007年8月1日   | PERFECT-ACTION -DOUBLE-ACTION COMPLETE COLLECTION-                   | 野上良太郎（佐藤健）&ウラタロス（遊佐浩二）                  | 「Double-Action Rod form」  | テレビドラマ『仮面ライダー電王』挿入歌        |
| 2007年8月1日   | PERFECT-ACTION -DOUBLE-ACTION COMPLETE COLLECTION-                   | 野上良太郎（佐藤健）&キンタロス（てらそままさき）            | 「Double-Action Ax form」   | テレビドラマ『仮面ライダー電王』挿入歌        |
| 2007年8月1日   | PERFECT-ACTION -DOUBLE-ACTION COMPLETE COLLECTION-                   | 野上良太郎（佐藤健）&リュウタロス（鈴村健一）                | 「Double-Action Gun form」  | テレビドラマ『仮面ライダー電王』挿入歌        |
| 2007年9月26日  | Real-Action                                                          | 野上良太郎（佐藤健）                                         | 「Real-Action」             | テレビドラマ『仮面ライダー電王』挿入歌        |
| 2008年3月26日  | Double-Action Wing form                                              | 野上良太郎（佐藤健）&ジーク（三木眞一郎）                    | 「Double-Action Wing form」 | テレビドラマ『仮面ライダー電王』挿入歌        |

## 作品

### 映像
- My Color（2008年2月、アミューズソフトエンタテインメント）
- HT 〜N.Y.の中心で、鍋をつつく〜（2010年2月、アミューズソフトエンタテインメント）
- HT 〜赤道の真下で、鍋をつつく〜（2011年11月、アミューズソフトエンタテインメント）
- CDフォトブック「Pre-go 〜ZERO〜」（2007年、アミューズ）

## 書籍

### 写真集
- Intently（2008年1月24日、学習研究社）ISBN 978-4-05-403617-8
- 深呼吸。（2009年1月11日、ワニブックス）ISBN 978-4-8470-4148-8
- NOUVELLES（2011年1月21日、マガジンハウス）ISBN 978-4-8387-2225-9[188]
- ALTERNATIVE（2014年7月24日、マガジンハウス）ISBN 978-4-8387-2640-0[189]
- X（ten）（2016年9月12日、ワニブックス）ISBN 978-4-8470-4850-0[190]

### 雑誌
- 学研『POTATO』「佐藤健 コラム始めさせていただきます。」（2007年6月号[191] - ）
- 東京ニュース通信社『 週刊TVガイド』「タケルモード」（2007年夏[38] - 2013年）

### その他
- ブログ本「400DAYS」（2008年7月28日、ワニブックス）ISBN 978-4-8470-1791-9[注釈 11][36]
- TAKERU MAGAZINE（アミューズ）
  - VOL.1（2008年7月）
  - VOL.2（2008年10月）
  - VOL.3（2009年1月）
  - Last（2009年3月）
- TAKERU MAGAZINE PLUS（アミューズ）
  - Vol.1（2009年12月）
  - Vol.2（2010年3月）
  - Vol.3（2010年8月）
  - Vol.4（2010年12月）
  - LAST（2011年4月）
- TAKERU SATOH PROFILE 2007-2010 "So Far So Good!"（2010年10月15日、主婦と生活社）ISBN 978-4-391-13965-5
- 6 1/2 〜2007-2013 佐藤健の6年半〜（東京ニュース通信社）[注釈 12][192]
  - vol.1 さくらんぼ（2013年11月29日）ISBN 978-4-86336-359-5
  - vol.2 ロックバラード（2013年12月6日）ISBN 978-4-86336-360-1
  - vol.3 風（2013年12月13日）ISBN 978-4-86336-361-8
- 古市憲寿『絶望の国の幸福な若者たち』講談社〈講談社+α文庫〉、2015年10月。ISBN 978-4-06-281612-0。 - 補章に古市との対談が掲載されている。
- るろうにほん 熊本へ（2017年4月14日、ワニブックス）ISBN 978-4-8470-9564-1[193]
- ［佐藤健 in 半分、青い。］PHOTO BOOK（2018年9月5日、東京ニュース通信社）ISBN 978-4-86336-812-5[194]
- BACK STAGE PASS TAKERU SATOH（2022年1月19日、光文社）ISBN 978-4-33490-283-4[195]
- みやぎから、（2022年3月4日、NHK出版）ISBN 978-4-14081-895-4[196]